# Ялхой-Мохкское сельское поселение
Ялхой-Мохкское се́льское поселе́ние — муниципальное образование в Курчалоевском районе Чечни Российской Федерации.
Административный центр — село Ялхой-Мохк.

## История
Статус и границы сельского поселения установлены Законом Чеченской Республики от 20 февраля 2009 года № 13-РЗ «Об образовании муниципального образования Курчалоевский район и муниципальных образований, входящих в его состав, установлении их границ и наделении их соответствующим статусом муниципального района и сельского поселения».

## Население
| 2010  | 2012  | 2013  | 2014  | 2015  | 2016  | 2017  |
| ----- | ----- | ----- | ----- | ----- | ----- | ----- |
| 5395  | ↗5471 | →5471 | ↗5530 | ↗5612 | ↗5618 | ↗5685 |
| 2018  | 2019  | 2020  | 2021  | 2023  | 2024  |       |
| ↗5737 | ↗5785 | ↗5837 | ↘4445 | ↗4538 | ↗4610 |       |

## Состав сельского поселения
| № | Населённый пункт | Тип населённого пункта | Население |
| - | ---------------- | ---------------------- | --------- |
| 1 | Бельты           | село                   | ↘623      |
| 2 | Усум-Хутор       | село                   | →0        |
| 3 | Ялхой-Мохк       | село                   | ↗4538     |